# Essere Venezia
Essere Venezia è un libro fotografico realizzato da Fulvio Roiter.
È il suo libro più famoso e il successo editoriale è confermato da una tiratura di circa un milione di copie.

## Contenuti
Per la terza volta il trent'anni (dopo Venise à fleur d'eau nel 1954 e Venezia Viva nel 1974), Fulvio Roiter volle dedicare nel 1977 alla sua città il volume Essere Venezia, un racconto in duecento immagini, la maggior parte a colori e tutte di grande suggestione, scattate nel corso di tre anni. 
È un volume insolito già nel formato che, come raccontò il fotografo, rappresenta lo sviluppo del "24x36" e la visione quasi sempre in orizzontale della città. Egli ha saputo penetrare nel cuore di Venezia senza fare ricorso a trucchi fotografici o ad alcun filtro.

## Edizioni
- Essere Venezia, Magnus Edizioni, Udine, 1977.